# Estación de Alferrarede
La Estación Ferroviaria de Alferrarede, también conocida como Estación de Alferrarede, es una estación ferroviaria de la Línea de la Beira Baixa, que sirve a la parroquia de Alferrarede, en el ayuntamiento de Abrantes, en Portugal.

## Características

### Localización y accesos
Esta plataforma tiene acceso por la Calle de la Estación, junto a la localidad de Alferrarede.

### Descripción física
En enero de 2011, contaba con dos vías de circulación, con 507 y 567 metros de longitud; las plataformas tenían ambas 199 metros de extensión, y presentaban 40 y 45 centímetros de altura.

## Historia
Esta plataforma se inserta en el tramo de la Línea de la Beira Baixa entre Abrantes y Covilhã, que comenzó a ser construido a finales de 1885, y entró en explotación el 6 de septiembre de 1891.
En julio de 2008, esta plataforma se encontraba en un avanzado estado de degradación y abandono, siendo fruto de vandalismos varios; la taquilla fue cerrada el 11 de este mes, lo que provocó protestas por parte de la Junta de Parroquias de Alferrarede, a la vez que aumentó la inseguridad, reduciendo también más el movimiento de pasajeros.